# Soultzmatt

Soultzmatt este o comună din Franța, situată în departamentul Haut-Rhin, în regiunea Alsacia. Localitatea se află la vestul aglomerației metropolelor Colmar și Guebwiller. Numele provine de la izvorul de apă minerală Sulz. Localitatea este situată pe drumul vinului din Alsacia.

## Cimitirul militar român
La Soultzmatt se află Monumentul Eroilor Români din Primul Război Mondial construit de Regina Maria în cimitirul eroilor români din pădurea apropiată.
Acest cimitir adăpostește osemintele a 687 prizonieri români din cei peste 2400 de morți în perioada 1917-1919 în lagărele din regiune. Deportați în iarna 1916-1917, majoritatea au pierit în condiții atroce din cauza înfometării, frigului și bolilor, privați de orice legătură cu familiile din țară. După război osemintele au fost scoase din diverse gropi comune. Cimitirul a fost inaugurat în anii 1920 de către Regele Ferdinand. Este localizat în mijlocul unei păduri aparținând comunei Soultzmatt, chiar pe terenul unui fost lagăr.
În fiecare an, în prima duminică după Înălțare (Ziua Eroilor) se desfășoară ceremonii oficiale cu depuneri de coroane, la care participă în general românii naturalizați în Franța, Germania și Elveția.